# Rave the Reqviem
Rave the Reqviem — группа, играющая в стиле индастриал-метал с элементами электроники, образована в 2011 году.

## О названии группы
Филип Лённквист: «Название Rave The Reqviem можно перевести как rave — „танцевать“ и reqviem — „мессы для мёртвых“. Это символическое название, которое показывает моё циничное отношение к жизни. Поскольку музыка является смыслом моей жизни, то это мой способ танцевать реквием, т. е. найти в себе силы, чтобы прожить в этом тёмном и болезненном мире.
Мы выбрали римское написание слова „реквием“, поэтому буква U написана как V. Это решение основано на моём увлечении историей, а также на склонности к оккультизму и альтернативным вариантам произношения. Или, может быть, это всего лишь любовь к раздражению других людей».

## История
Филип Лённквист основал Rave The Reqviem в конце осени 2011 года. Целью проекта был эксперимент по созданию нового направления в музыке, объединяющего рок и метал с современными электронными жанрами: от электро-индастриала до драм-н-бейса и дабстепа. Кроме того, Филип пригласил свою мать Каролу Лённквист с сильным сопрано для вокала на припевах, что придало механическому звучанию группы узнаваемый контраст.
Моя мать и я пели и выступали вместе ещё с тех пор, когда я был ребёнком. Она была солисткой во многих хорах — пела сопрано. Поэтому, когда у меня появилась своя домашняя студия и я начал писать музыку, то сразу же захотел проверить, как её голос будет соответствовать композициям. Все оказалось превосходным, она идеально подходила. С тех пор мы стали привлекаться в различные проекты. Это и написание музыки, и выступления. Она невероятно талантлива и с ней легко работать, поэтому она — часть «Rave The Reqviem».
В январе 2013 года Филип знакомится с Максимом Хоперсковым и принимает решение о целевом продвижении Rave The Reqviem в русскоязычной части Интернета.
11 апреля 2014 год вышел одноимённый дебютный альбом.

## Участники

### Текущий состав
- Филип "The Prophet" Лённквист — вокал, гитара, электроника (2011 — наши дни)
- Дженни "The Sister Svperior" Норд — вокал (2020 — наши дни)
- Рикард "The Cantor" Линдгрен — бэк-вокал, клавиши, электроника (2019 — наши дни)
- Петтер "The Archbishop" Персиус — бас-гитара (2014 — наши дни)
- Фрэнк "The Deacon" Петерссон — ударные (2014 — наши дни)

### Бывшие участники
- Кристиан Турессон — бас-гитара (2011—2014)
- Карола "The Holy Mother" Лённквист — вокал (2011 — 2017)
- Эрик "The High Priest" Кедерберг — клавиши, электроника, бэк-вокал (2013 — 2019)
- Дженни "The Seraph" Фогестанд — вокал (2017 — 2020)

## Дискография

### Альбомы
- Rave the Reqviem (2014)
- The Gospel of Nil (2016)
- FVNERAL [sic] (2018)
- Stigmata Itch (2020)
- EX-EDEN (2023)

### Альбомы ремиксов
- Remix the Reqviem (2015)

### Синглы
- Aeon(s) (2014)
- Ikaros (2015)
- Is Apollo Still Alive? (2015)
- Mono Heart (2016)
- Synchronized Stigma (2016)
- Skydweller (2018)
- Are You Happy Now, Fidelio? (2018)
- Reptide (2020)
- I Bring the Light (2020)
- Holy Homicide (2020)
- Colossvs (2020)

### Мини-альбом
- Reqviem V1.0 (2013)
- Reqviem V1.5 (2013)